# Aega tridens
Aega tridens is een pissebed uit de familie Aegidae. De wetenschappelijke naam van de soort werd in 1815 gepubliceerd door William Elford Leach.